# Передатчик Талдом
Радиоцентр № 3 — радиотелевизионная передающая станция (РТПС) около города Талдом (Московская область). Построен в начале 1950-х годов, с 2002 года входит в состав «Московского регионального центра» (МРЦ) — филиала РТРС. Используется для вещания в FM-диапазоне (87,5—108,0 МГц).

## История
Создан по решению Совета Министров СССР от 1949 года. Основными задачами радиоцентра являлись:
- вещание радиопрограмм на зарубежные страны;
- вещание всесоюзных радиопрограмм;
- создание помех приёму зарубежных радиостанций.

Первые радиопередатчики введены в эксплуатацию в 1952 году. Одновременно с радиоцентром строился жилой посёлок Северный.
На территории более 800 гектаров было установлено более 30 антенн на 70 антенных мачтах высотой от 50 до 257 м и 13 башнях.
Антенная система для передачи в диапазоне коротких волн представляла собой синфазную горизонтальную антенну с апериодическим рефлекторным элементом. Отдельные элементы антенной системы могли быть переключены для выбора направления и ширины диаграммы направленности.
В 1984 году вышел в эфир длинноволновый передатчик РВ-99 мощностью 2,5 МВт, включив радиоцентр в число самых мощных радиовещательных станций в мире. В последнее время он работал на мощности 150 кВт. 9 января 2014 года РВ-99 полностью остановлен.
В 2008 году сюда перенесены передатчики станций эталонного времени RWM (5—8 кВт) из Радиоцентра № 9
Использовался радиостанцией «Голос России» для цифрового вещания на Европу в стандарте DRM. В ночь на 1 апреля 2014 года эти передатчики были отключены в связи с ликвидацией «Голоса России» и «РИА Новости».

## Вещание
- 87.7 Радио для двоих (100 Вт)
- 92.2 Радио Ваня (500 Вт)
- 92.6 Авторадио (1 кВт)
- 96.2 Дорожное радио (500 Вт)
- 99.9 Юмор FM (1 кВт)
- 100.2 Радио России/Радио Подмосковья (100 Вт)
- 102.4 NRJ (100 Вт)
- 106.8 Радио Подмосковья (100 кВт)
- 30 ТВК Первый мультиплекс цифрового телевидения России РТРС-1 (5 кВт)
- 57 ТВК Телеканал «360°»